# Фліт Петро Борисович
Фліт Петро (Песах) Борисович (нар. 15 квітня 1935, Могилів-Подільський - 2009 р., Єрусалим) — український скульптор.

## Біографія
Народився 15 квітня 1935 року в місті Могилів-Подільський. 1959 року закінчив Львівський інститут декоративного та прикладного мистецтва. Серед викладачів з фаху Іван Якунін. Працював у галузях станкової та монументальної скульптури. Від 1958 року брав участь у республіканських та всесоюзних виставках. Член КПРС, член Спілки художників УРСР. Мешкав у Львові на вулиці Йосипа Сліпого, 5.

## Роботи
Монументальні
- Пам'ятник Валі Котику в Шепетівці (1959).[1]
- Пам'ятник М. В. Фрунзе в селі Вовчинець Кельменського району (1967).[2]
- Пам'ятники радянським солдатам на 2 км траси Турка-Ужгород (1969)[3], у смт Підкамінь (1974).[4]
- Пам'ятники землякам, загиблим у селах Перемиль (1969)[5], Рогізно (1971)[6], Хорохорин (1973)[7], Пісочне Ковельського району (1974)[8], Дуліби Стрийського району (1980, архітектор Анатолій Консулов)[3], Олексіївка Сокирянського району (1980, архітектор Василь Пліхівський)[9], Лугове Бродівського району (1983, архітектори Василь Пліхівський і Б. Мавров)[4], у місті Хотин (1969, архітектори А. Єгоров, Г. Плегуца).[10]
- Пам'ятник на братській могилі жертв фашизму у Східниці (1982, архітектор Василь Пліхівський).[11]
- Конкурсний проект меморіалу на місці Янівського концтабору (1988).[12]
- Меморіал жертвам Голокосту (П'ятидні) (1989, світло-коричневий бетон, 1200×150×150).[13]

Станкові
- Портрет О. Марченка (1964).[1]
- «Василь Симоненко» (1965, залізо, 65×30×40, співавтор Мініона Фліт).[14]
- «Весна» (1966, гіпс, 200×40×40, співавтор Мініона Фліт).[14]
- «Поет Станіслав Куняєв» (1966, кована мідь, 45×30×40, співавтор Мініона Фліт).[15]
- «Болдинська осінь» (1969, дерево, 200×40×40, співавтор Мініона Фліт).[16]
- «Леся Українка» (1969, співавтор Мініона Фліт).[1]
- «Верховина» (1969, співавтор Мініона Фліт).[1]
- «Землемір» (1969, співавтор Мініона Фліт).[1]
- «Поет Андрій Вознесенський» (1970, кована мідь, 60×50×40, співавтор Мініона Фліт).[16]
- «Вікторія» (1975, бронза, 50×25×36, Львівська галерея мистецтв, співавтор Мініона Фліт).[17]
- «Зоряна» (1977, бронза, 45×43×30, співавтор Мініона Фліт).[18]
- «Відкритими очима» (1977, акварель, 33,5×48).[19]
- «Газодимозахисник» (1981, тонований гіпс, 56×40×32).[20]
- «Януш Корчак» (1982, тонований гіпс, 102×55×33).[21]
- «Ні атомній зброї» (1985, тоноване дерево, 110×40×36).[22]
- «Народе мій…» (1986, шамот, 40×20×22).[23]